# Lamborghini Miura Concept
La Lamborghini P400 Miura Concept est un concept-car du constructeur automobile italien Lamborghini et du designer Walter de Silva présentée officiellement au salon de Détroit en 2006.

## Historique
Après la Ford GT de 2003 qui redonne vie à la mythique Ford GT40 de 1964, Lamborghini ressuscite 40 ans plus tard le mythe de la Lamborghini Miura du designer Marcello Gandini (Bertone), présentée par Ferruccio Lamborghini et Nuccio Bertone au salon de Genève 1966.

Lamborghini Miura de 1966
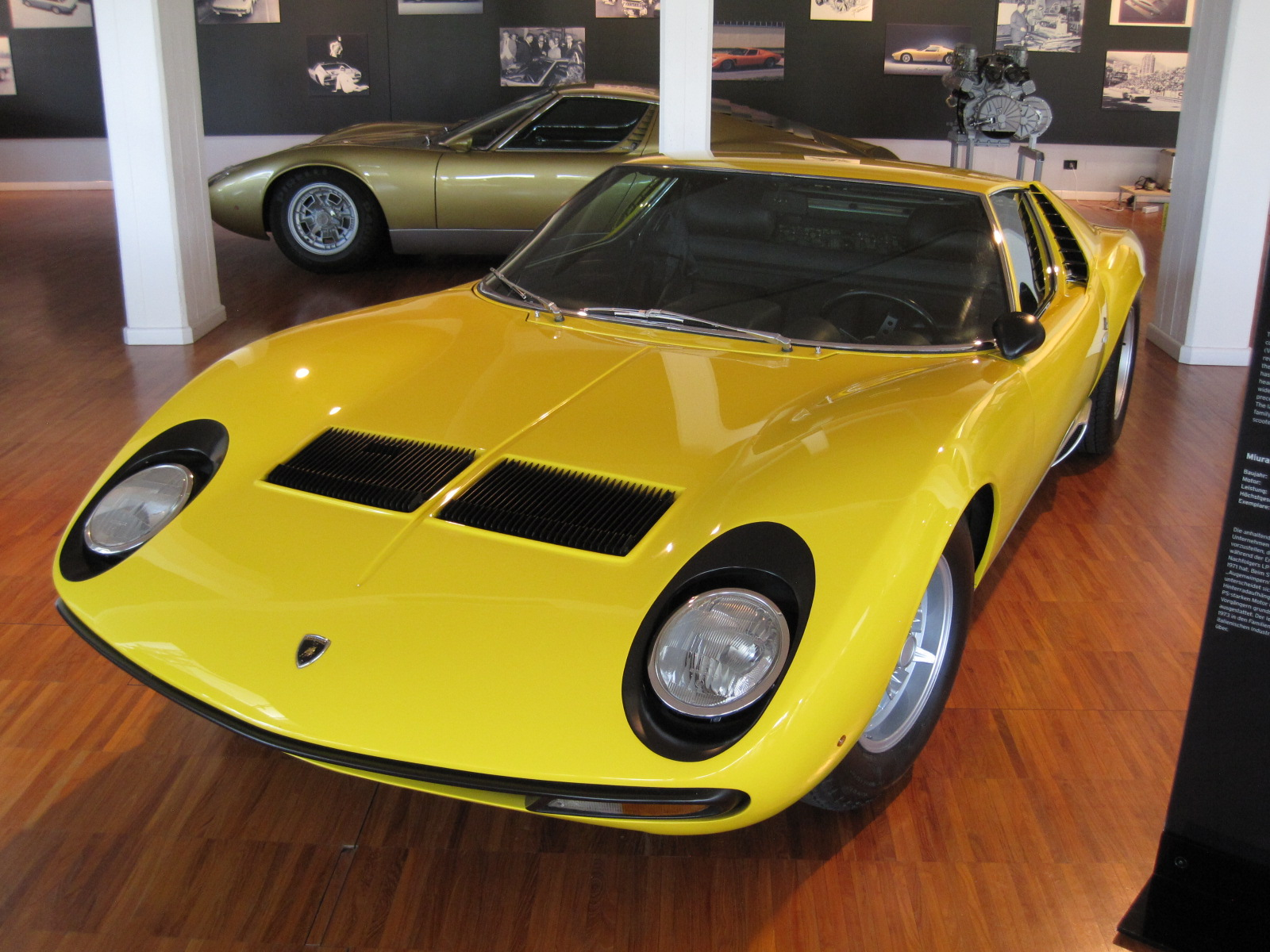
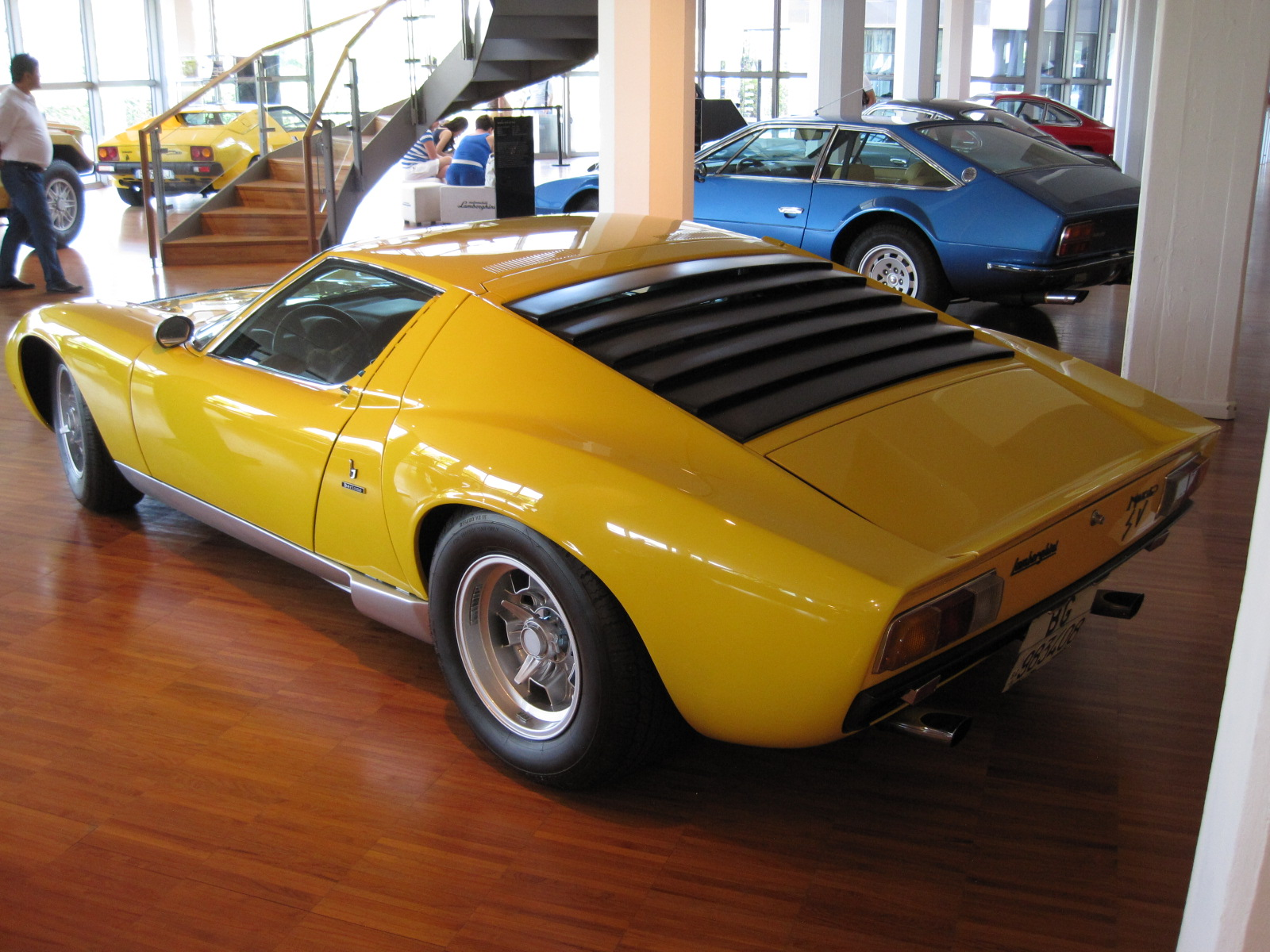

La Lamborghini Miura Concept, voulue par Stephan Winkelmann (PDG de Lamborghini, filiale d'Audi), est présentée officiellement au salon de Détroit 2006 avec un design remis aux goûts du jour par le designer Walter de Silva (à la tête du design Lamborghini).

La nouvelle Lamborghini Miura Concept
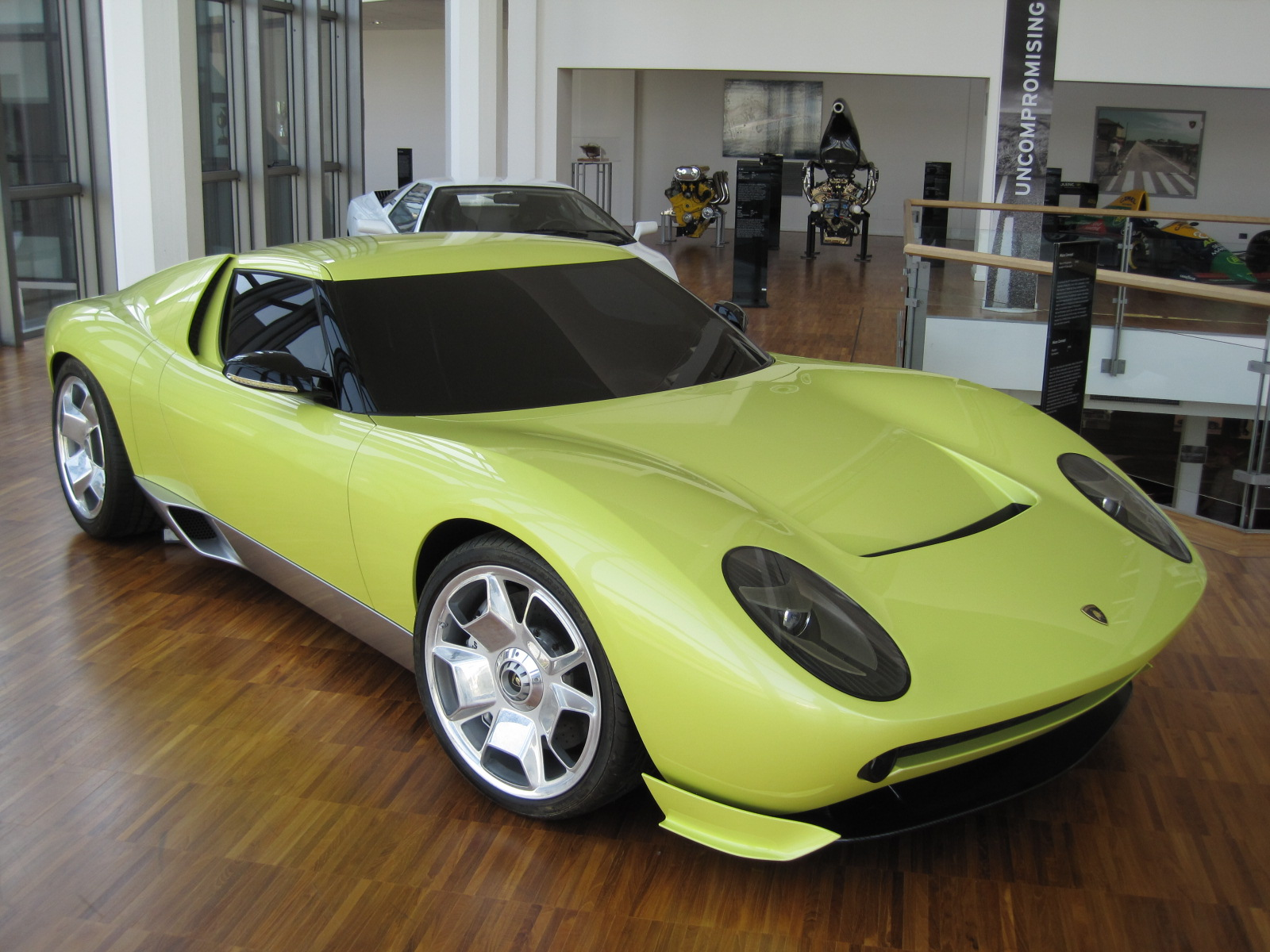
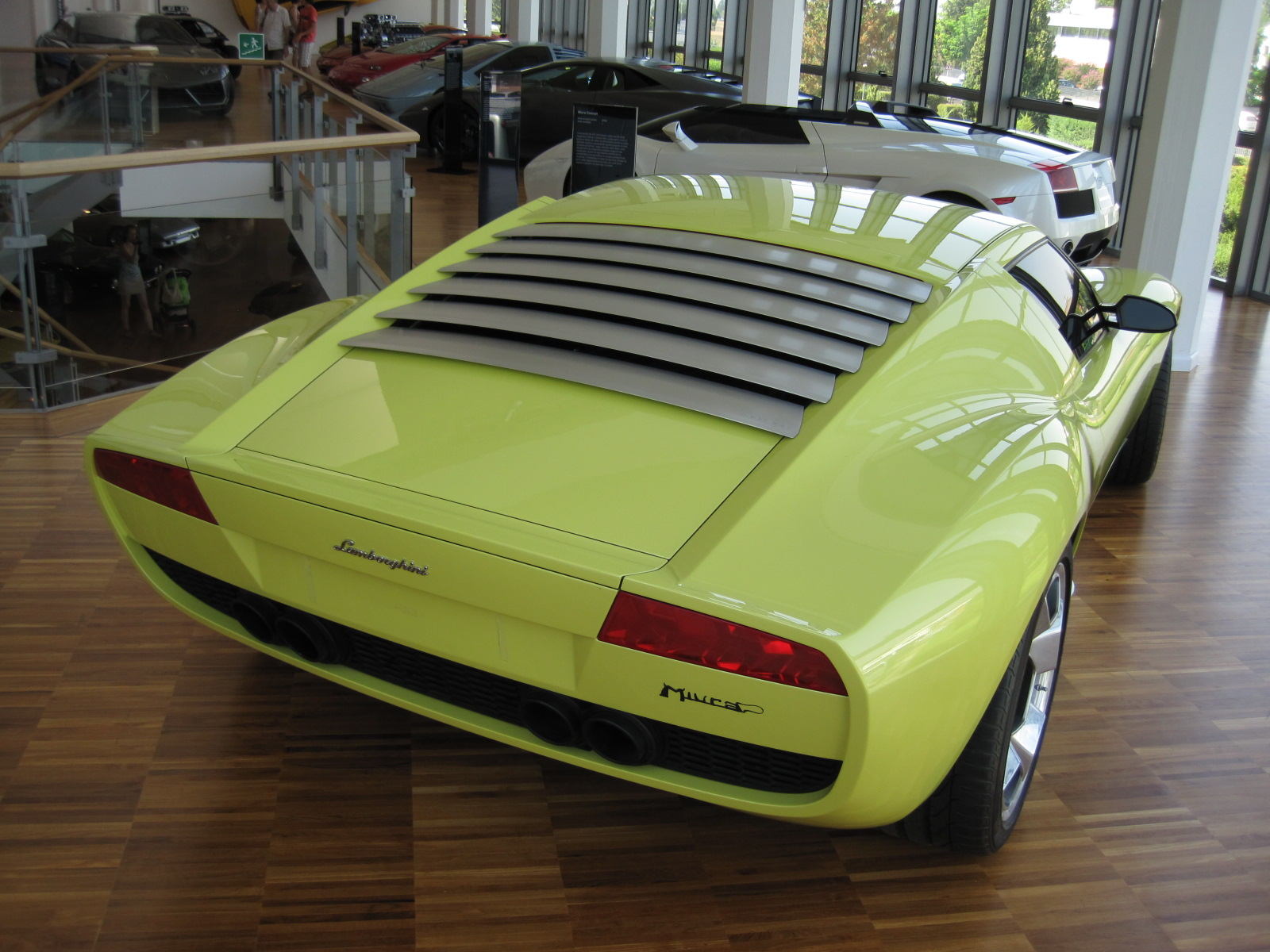

Son châssis est dérivé de celui de la Lamborghini Gallardo, allongé pour pouvoir accueillir le moteur V12 de 6,5 litres de la Murciélago (Bizzarrini) en position centrale arrière.